# Повоз
Повоз — повинность в Древнерусском государстве, которая заключалась в обязанности доставлять продукты сельского хозяйства по распоряжению князя (феодала) на княжеский двор, рынок или в поход. Повозом называли также обязанность крестьянина поставлять подводы для государственных нужд. Повоз постепенно заменялся денежным налогом — «повозными деньгами». С XV века преобразовано в денежный оброк и ямскую повинность.
По мнению С. Б. Веселовского, эта повинность была разнообразной и изменчивой. Если в монастырь, который находился на одном месте, у крестьян была возможность определить устойчивость в размерах повинности и установить правила. То для землевладельца, который мог перемещаться по своим имениям или по службе, такой возможности не было. Крестьянин должен был доставлять продукты куда укажут.